# Syncerus caffer caffer
Il bufalo cafro (Syncerus caffer caffer (Sparrman, 1779)), anche noto come bufalo nero o bufalo del Capo è la più grande sottospecie del bufalo africano (S. caffer), distribuita nell'Africa meridionale ed orientale. 
Le massicce corna del bufalo cafro adulto sono il suo tratto caratteristico: le basi delle corna sono fuse, formando uno scudo osseo continuo sulla sommità del cranio denominato "capo". Sono ampiamente considerati tra gli animali più pericolosi del continente africano e, secondo alcune stime, incornano, calpestano ed uccidono oltre 200 persone ogni anno.
Il bufalo cafro non è un antenato dei bovini domestici ed è solo lontanamente imparentato con altri bovini più grandi. Il suo temperamento imprevedibile di questa bestia ha reso impossibile il suo addomesticamento, a differenza della sua controparte asiatica, il bufalo d'acqua (Bubalus bubalis). I bufali africani hanno pochi predatori a parte i leoni e grandi coccodrilli. In quanto membro di Big Five, il bufalo africano è un trofeo ricercato nella caccia sportiva.

## Descrizione

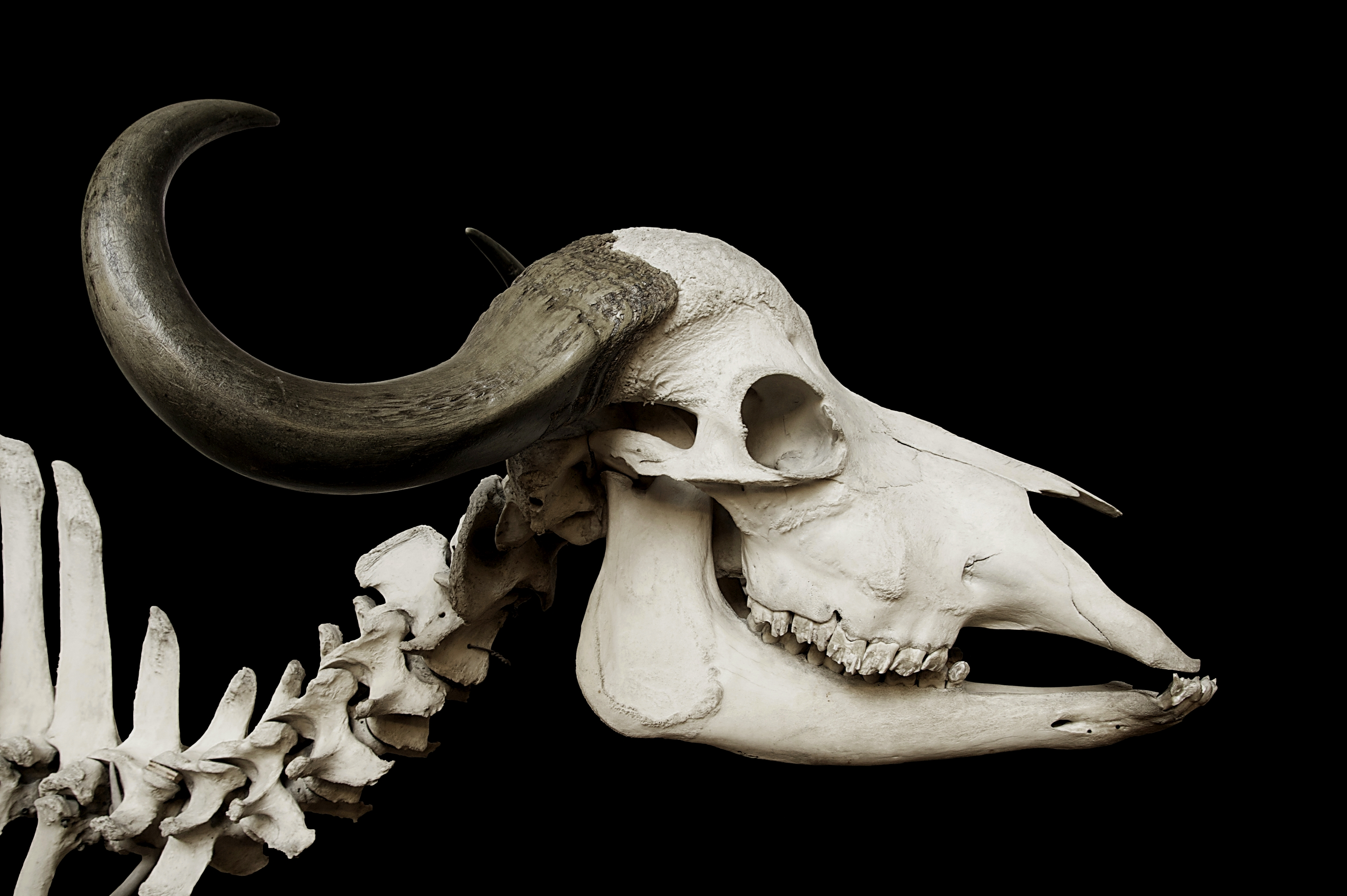
Cranio di bufalo cafro (S. c. caffer)

Il bufalo cafro è una sottospecie molto robusta. La sua altezza al garrese può variare da 1,0 a 1,7 metri (da 3,3 a 5,6 piedi) e la lunghezza dalla testa alla coda può variare da 1,7 a 3,4 metri (da 5,6 a 11,2 piedi). Rispetto ad altri bovidi di grandi dimensioni, ha un corpo lungo ma tozzo (la lunghezza del corpo può superare quella del bufalo d'acqua selvatico, che è più pesante e alto) con zampe corte e tozze, risultando in un'altezza relativamente bassa. La lunghezza della coda può variare da 70 a 110 centimetri (da 28 a 43 pollici). Possono pesare da 500 a 1.000 kg (da 1.100 a 2.200 libbre), con i maschi, normalmente, più grandi delle femmine che raggiungono una fascia di peso ben superiore. Il capo viene normalmente tenuto basso e la testa non viene alzata sopra l'altezza delle spalle. Gli zoccoli degli arti anteriori del bufalo sono più larghi dei posteriori, per via della necessita di sostenere il peso della parte anteriore del corpo, che è più pesante e più muscolosa della parte posteriore.
I bufali cafri assumono un mantello nero o marrone scuro con l'età. Gli esemplari più vecchi hanno spesso cerchi biancastri intorno agli occhi e sul viso. Le femmine tendono ad avere mantelli più rossastri. I vitelli hanno, invece, un mantello rossastro.
Una caratteristica delle corna del bufalo cafro maschio adulto (popolazioni meridionali ed orientali) è che le basi di entrambe le corna sono fuse insieme, formando uno scudo denominato "capo". Dalla base, le corna divergono verso il basso, per poi incurvarsi dolcemente verso l'alto e, in alcuni casi, verso l'esterno o all'indietro. Negli esemplari più grandi, la distanza tra le estremità delle corna può arrivare fino ad un metro (il record è di 1,64 metri). Le corna si formano completamente quando l'animale raggiunge i 5-6 anni d'età, ma i "capi" non diventeranno "duri" fino al raggiungimento degli 8-9 anni di vita. Nelle femmine, le corna sono, in media, del 10-20% più piccole e non presentano un capo.

## Biologia

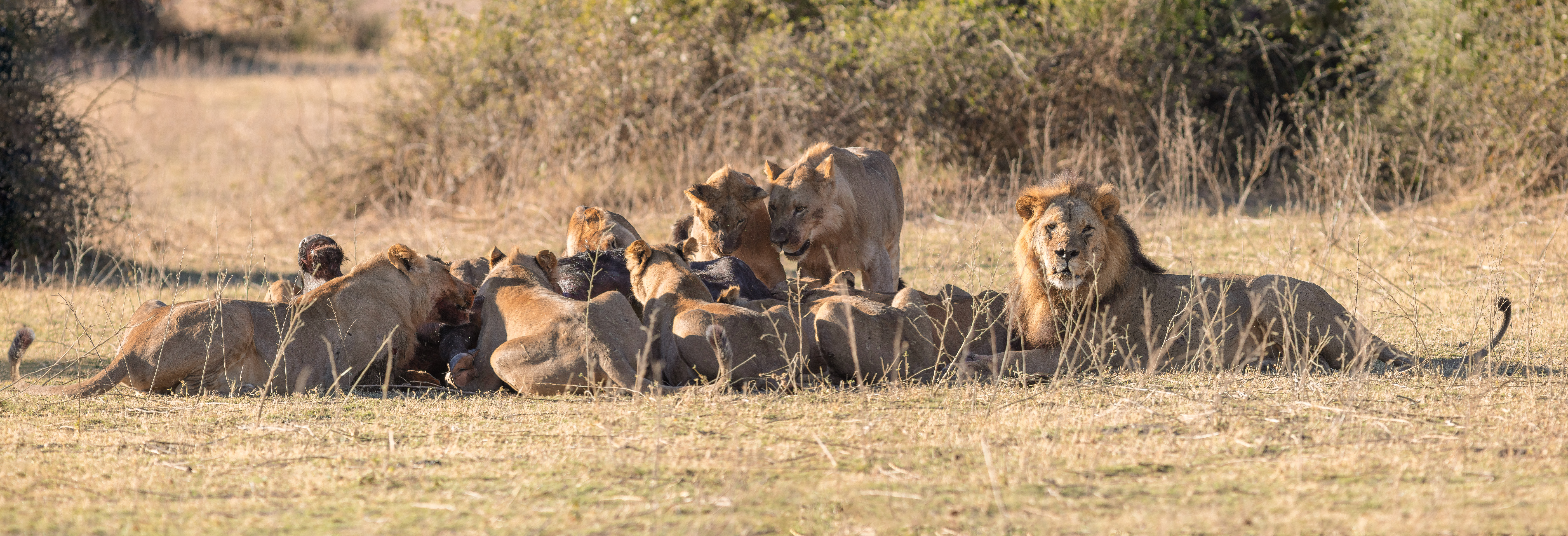
Un branco di leoni mentre si nutre di un bufalo cafro

Il bufalo cafro è uno degli erbivori pascolanti di maggior successo in Africa. Vive nelle paludi, nelle pianure alluvionali e nelle praterie di mopane dell'Africa. Pur non essendo particolarmente esigenti per quanto riguarda l'habitat, richiedono acqua quotidianamente e quindi dipendono da fonti d'acqua perenni. Come la zebra di pianura, il bufalo si nutre primariamente di erbe alte. Mandrie di bufali falciano l'erba e lasciano il posto a pascolatori più selettivi. Quando si nutre, il bufalo fa uso della lingua e della larga fila di incisivi per mangiare l'erba più rapidamente della maggior parte degli altri erbivori africani. I bufali non rimangono a lungo nelle aree calpestate o svuotate.
Oltre agli umani, i bufali cafri hanno pochi predatori e sono in grado di difendersi, e anche uccidere, i leoni. I leoni cacciano e uccidono regolarmente i bufali, e in alcune regioni i bufali sono la preda principale dei leoni. Normalmente, servono molti leoni per abbattere un singolo bufalo adulto e, solitamente, l'intero branco si unisce alla caccia. Tuttavia, sono stati segnalati diversi casi in cui dei leoni maschi adulti solitari hanno abbattuto con successo bufali adulti. I coccodrilli, di taglia media, attaccano spesso solo gli esemplari vecchi, solitari o giovani, sebbene siano in grado di abbattere anche adulti sani. Esemplari eccezionalmente grandi di coccodrilli del Nilo possono diventare predatori semi-abituali dei bufali. Questi coccodrilli sono gli unici animali in grado di abbattere un bufalo cafro adulto da soli, mentre i leoni cacciano in branco per abbattere prede così grandi. Ghepardi, leopardi e iene maculate sono normalmente una minaccia solo per i vitelli appena nati, sebbene siano stati osservati grandi clan di iene maculate attaccare ed uccidere femmine (principalmente gravide) e, in occasioni molto rare, maschi adulti.

### Comportamento sociale

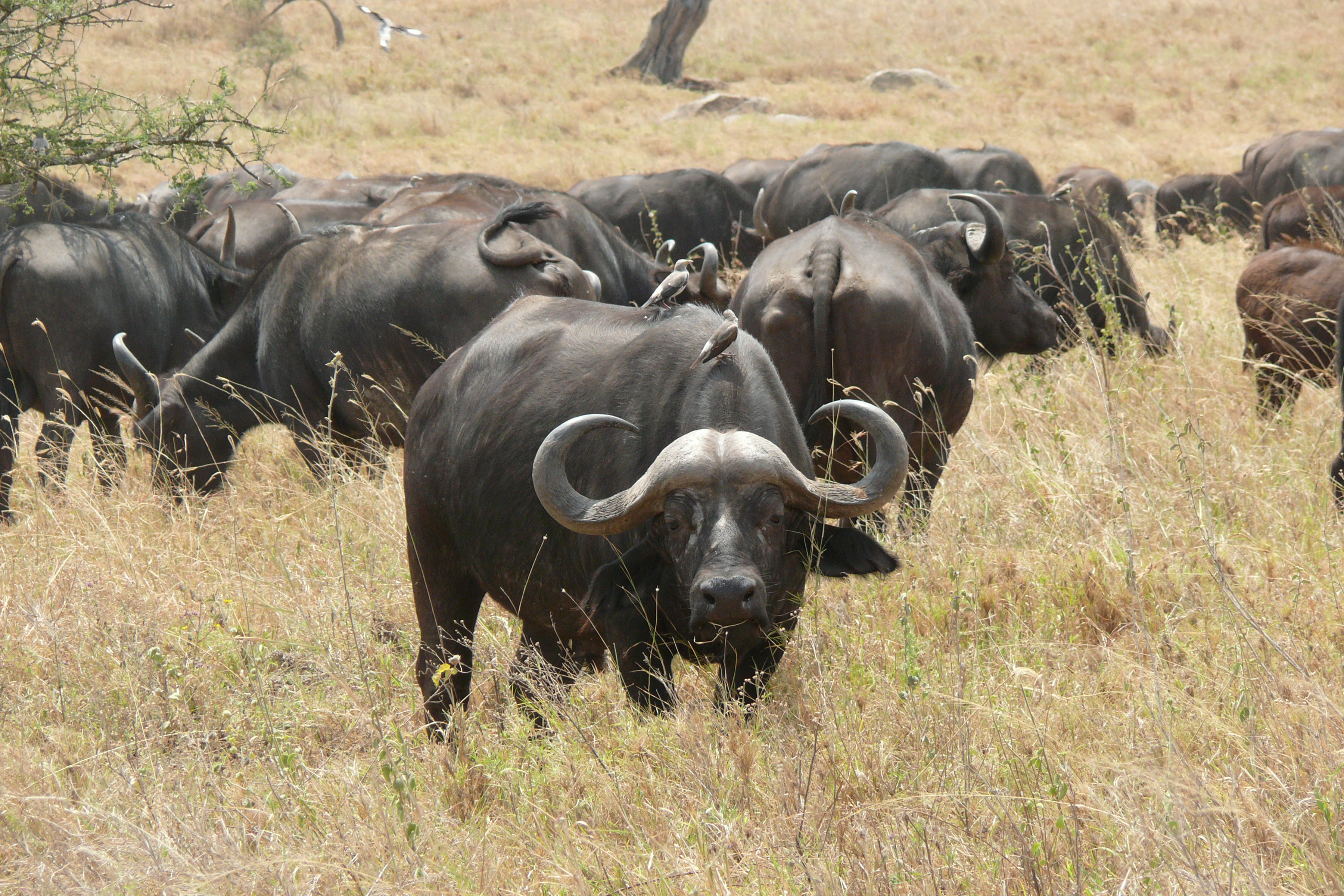
Una mandria di bufali cafri

Le dimensioni della mandrie sono molto variabili. Il nucleo delle mandrie è costituito da femmine imparentate tra loro e dalla loro prole, in una gerarchia di dominanza quasi lineare. Le mandrie di base sono circondate da branchi di maschi subordinati, maschi e femmine di alto rango e individui vecchi o invalidi. I giovani maschi tengono le distanze dal maschio dominante, riconoscibile dallo spessore delle sue corna. Durante la stagione secca, i maschi si separano dalla mandria e formano gruppi di scapoli. Possono quindi crearsi due tipi di mandrie di scapoli: quelle composte da maschi di età compresa tra i quattro e i sette anni, e quelle da maschi di 12 anni o più. Durante la stagione delle piogge, i maschi più giovani si riuniscono ad una mandria per accoppiarsi con le femmine. Rimangono con loro per tutta la stagione per proteggere i vitelli. Alcuni maschi più anziani smettono di ricongiungersi alla mandria, poiché non possono più competere con i maschi più giovani ed aggressivi. I maschi hanno una gerarchia di dominanza lineare basata sull'età e sulla taglia. Poiché i bufali si sentono maggiormente al sicuro quando una mandria è più grande, i maschi dominanti possono fare affidamento sui maschi subordinati e talvolta possono tollerare la loro copulazione con le femmine.

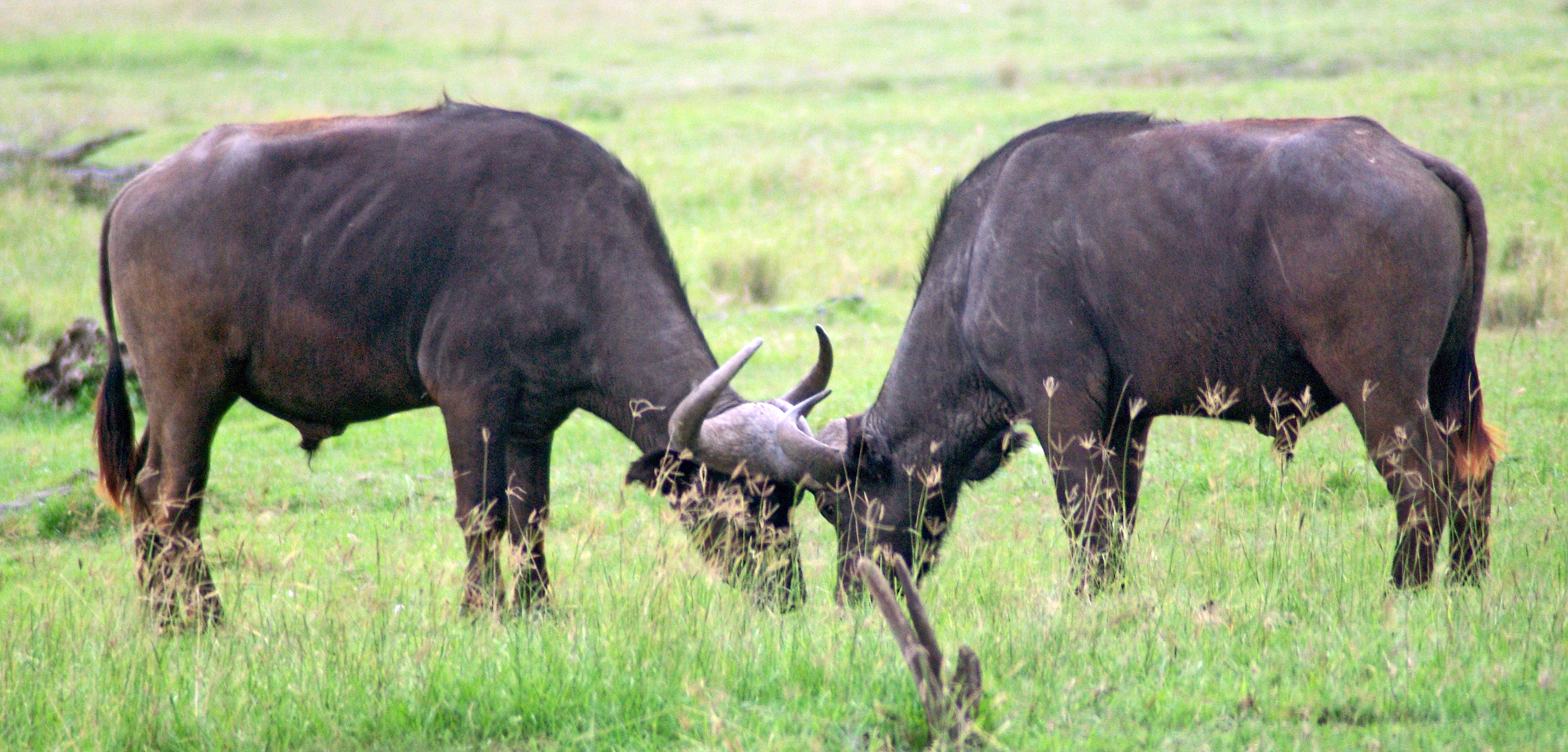
Due maschi in atteggiamento intimidatorio

I maschi adulti combattono per gioco, durante interazioni di dominio o nelle lotte reali. Un maschio si avvicina ad un altro, muggendo, con le corna abbassate, e aspetta che l'altro maschio faccia altrettanto. Prima del combattimento vero e proprio, i maschi ruotano la testa esibendo le corna da un lato all'altro. Se il combattimento è per gioco, il maschio sfidante si strofinerà con il muso sul corpo dell'avversario prima di cominciare. I veri combattimenti sono molto violenti ma rari e brevi. Anche i vitelli lottano spesso per gioco, mentre le femmine si allenano raramente.
I bufali cafri si distinguono anche per il loro apparente altruismo. Le femmine sembrano mostrare una sorta di "comportamento di voto". Durante le ore di riposo, le femmine si alzano, si muovono e si siedono di nuovo, ma nella direzione in cui pensano di doversi muovere. Dopo un'ora di rimescolamento, le femmine si mettono in viaggio nella direzione che hanno deciso unanimemente. Questa decisione è comune e non si basa sulla gerarchia o sul dominio. Quando vengono inseguiti dai predatori, la mandria si stringe intorno ai vitelli per difenderli, e stringendo i ranghi rendono difficile ai predatori il separare un singolo esemplare dal gruppo. Persino dopo che un membro della mandria viene catturato, la mandria può caricare i predatori tentando di salvarlo, soprattutto nel caso in cui si tratti di un vitello. In tal caso non solo la madre ma tutta la mandria accorrerà in suo aiuto. I bufali cafri sono noti anche per i loro comportamenti di mobbing quando combattono i predatori. Sono stati documentati diversi casi in cui delle mandrie abbiano ucciso un leone o che abbiano inseguono un branco di leoni fino a farli ritirare sugli alberi, tenendoli assediati per due ore, dopo che i leoni avevano ucciso un membro del loro gruppo. Talvolta, i bufali uccidono anche i cuccioli di leone. In un'istanza videoregistrata, nota come la "battaglia del Kruger", un vitello di bufalo cafro sopravvisse ad un attacco di un branco di leoni e di un coccodrillo prima di venire salvato dal resto della mandria.

### Vocalizzazioni

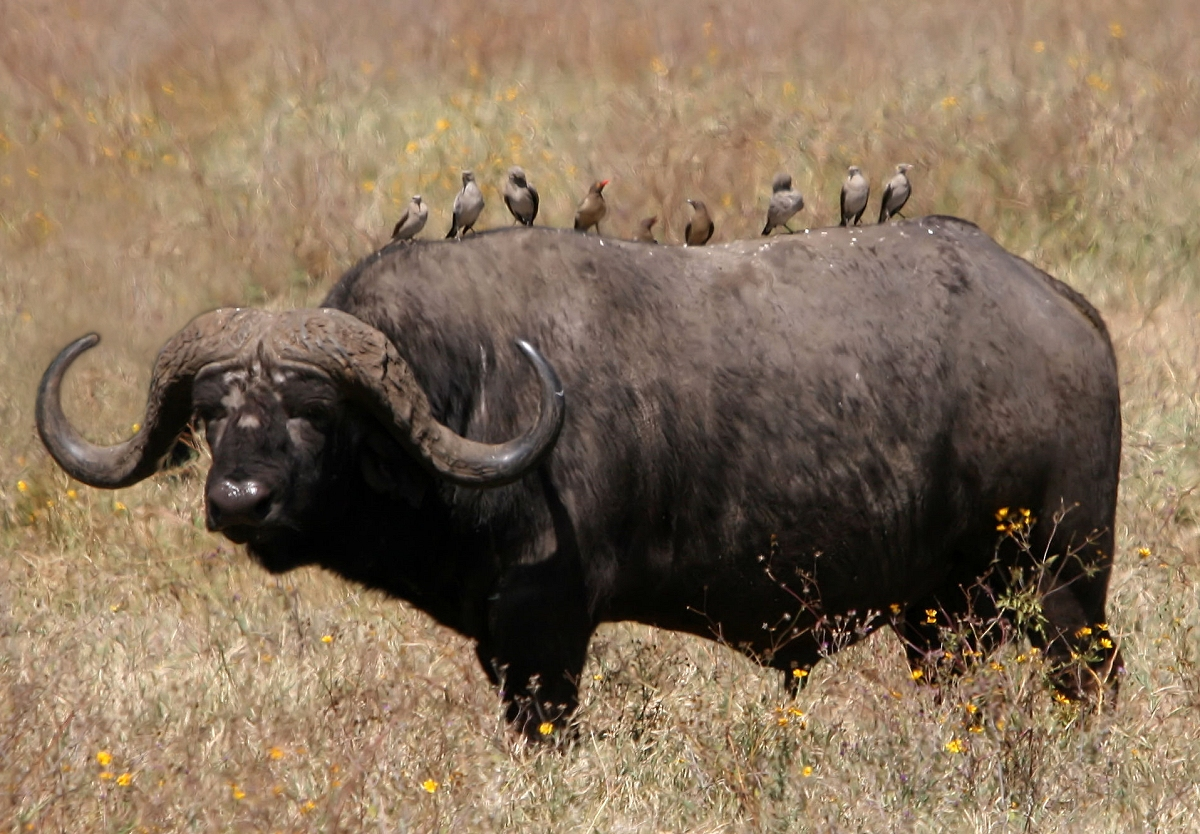
Un bufalo con uccelli che lo liberano dai parassiti nel Ngorongoro

I bufali cafri emettono varie vocalizzazioni. Molti richiami sono versioni più basse di quelle emesse dal bestiame domestico. Emettono richiami a tono basso, da due a quattro secondi a intermittenza a intervalli da tre a sei secondi per segnalare alla mandria di muoversi. Per segnalare alla mandria di cambiare direzione, i leader emettono suoni "grintosi", simili ad un "cancello cigolante". Quando si spostano in luoghi dove bere, alcune esemplari lanciano lunghi richiami, "maaa", fino a 20 volte al minuto. Quando assumono atteggiamenti aggressivi, emettono grugniti esplosivi che possono durare a lungo o trasformarsi in un brontolio. Le femmine lanciano grida gracidanti quando cercano i loro vitelli. I vitelli fanno emettono un richiamo di risposta simile ma di un tono più alto quando sono in difficoltà. Quando sono minacciati dai predatori, emettono lunghi richiami, "waaaa". Gli individui dominanti emettono dei richiami per annunciare la loro presenza e posizione. Una versione dello stesso richiamo, ma più intensa, viene emessa come monito ad un membro della mandria inferiore invadente. Quando pascolano, emettono vari suoni, come brevi mantici, grugniti, clacson e gracidi.

### Riproduzione

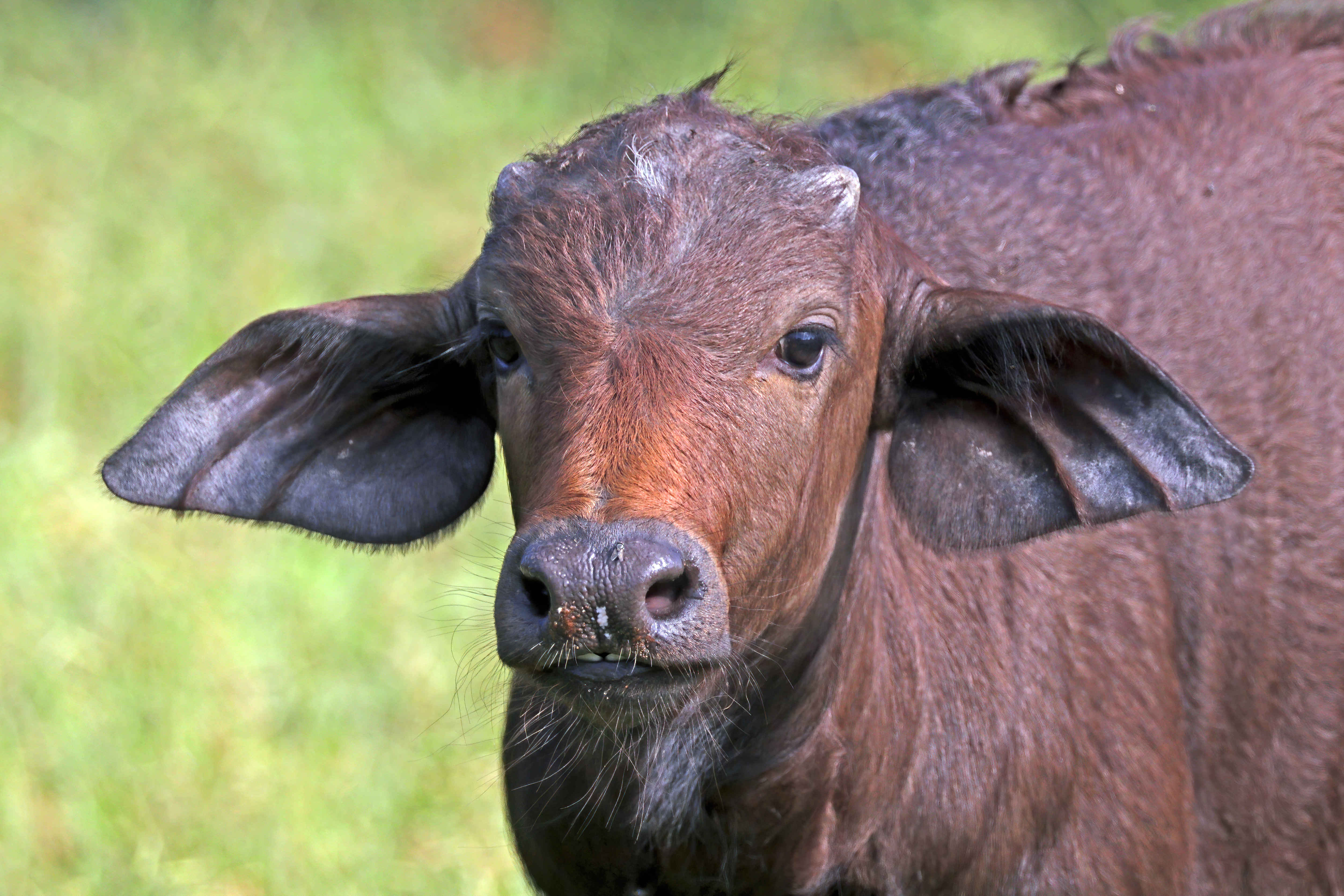
Primo piano di un vitello

I bufali cafri si accoppiano e partoriscono solo durante le stagioni delle piogge. Il picco di nascite avviene all'inizio della stagione, mentre l'accoppiamento raggiunge il suo picco più avanti. Un maschio protegge da vicino una femmina che entra in calore, mentre tiene a bada gli altri maschi. Ciò è difficile, poiché le femmine sono abbastanza evasive e attirano molti maschi sulla scena. Nel momento in cui una femmina è in pieno estro, solo il maschio dominante nella mandria è lì.
Le femmine partoriscono per la prima volta a cinque anni, dopo un periodo di gestazione di 11,5 mesi. I vitelli appena nati rimangono nascosti nella vegetazione per le prime settimane mentre vengono allattati occasionalmente dalla madre prima di unirsi alla mandria principale. I vitelli più grandi sono tenuti al centro della mandria per sicurezza.
Il legame materno tra madre e vitello dura più a lungo che nella maggior parte degli altri bovidi. Questo legame termina alla nascita un nuovo vitello e la madre tiene a bada la sua precedente prole a colpi di corna. Tuttavia, il cucciolo di un anno seguirà la madre per un altro anno circa. I maschi lasciano le madri all'età di due anni, unendosi ai gruppi di scapoli. Insolitamente tra i bovidi, i vitelli succhiano il latte materno da dietro le loro madri, spingendo la testa tra le loro gambe.

## Conservazione

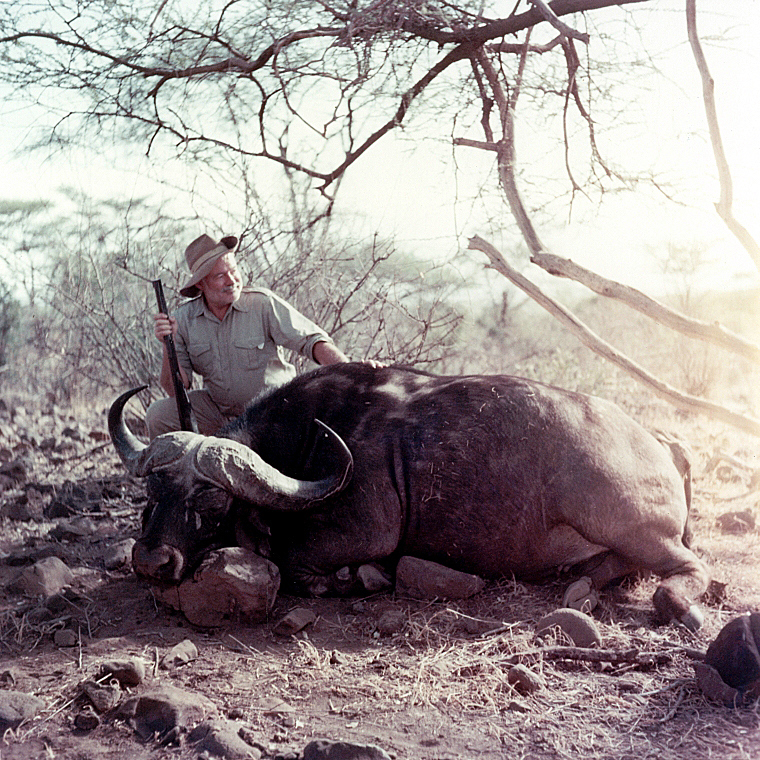
Ernest Hemingway in posa con un bufalo cafro ucciso nel 1953

L'attuale stato di conservazione del bufalo cafro dipende dal valore dell'animale sia per i cacciatori di trofei che per i turisti, aprendo la strada agli sforzi di conservazione attraverso pattuglie anti-bracconaggio, pagamenti dei danni ai raccolti dei villaggio e programmi di rimborso CAMPFIRE alle aree locali.
Il bufalo cafro è stato classificato come a Rischio minimo dalla IUCN "poiché la specie aveva una popolazione globale stimata di quasi 900.000 capi, di cui più di tre quarti si trovavano in aree protette. Tuttavia, nel 2019 il bufalo cafro è stato elencato come Prossimo alla minaccia, con soli 400.000 individui rimasti. Mentre alcune popolazioni (sottospecie) stanno diminuendo, altre rimarranno invariate a lungo termine se popolazioni grandi e sane continueranno a persistere in un numero considerevole di parchi nazionali, riserve equivalenti e zone di caccia nel sud e nell'est Africa".
Nei dati di censimento più recenti e disponibili su scala continentale, il numero totale stimato delle tre sottospecie di bufalo africano delle savane (S. c. caffer, S. c. brachyceros e S. c. aequinoctialis) è di 513.000 capi.
In passato, il numero di bufali cafri subì un crollo più grave durante la grande epidemia di peste bovina del 1890, che, insieme alla pleuro-polmonite, ha causato mortalità fino al 95% tra il bestiame e gli ungulati selvatici.
Essendo un membro del Big Five, un termine originariamente usato per descrivere i cinque animali più pericolosi da cacciare, il bufalo cafro è un trofeo ricercato, con alcuni cacciatori disposti a pagare oltre 10000 $ per l'opportunità di cacciarne uno. I maschi più grandi sono quelli più presi di mira per il loro valore come trofeo, sebbene in alcune zone i bufali siano ancora cacciati per la carne.

### Malattie
Il bufalo cafro è suscettibile a diverse malattie, compresa la tubercolosi bovina, malattia corridoio, e afte epizootica. Come per molte malattie, questi problemi rimangono dormienti all'interno di una popolazione finché la salute degli animali è buona. Queste malattie, tuttavia, limitano i movimenti legale degli animali, costringendo all'applicazione di una recinzione per separare le aree infette da quelle non colpite. Alcuni guardiani e gestori di riserve di caccia sono riusciti a proteggere e allevare mandrie "libere da malattie", divenute estremamente preziose poiché possono essere trasportate. I più noti sono gli sforzi di Lindsay Hunt per procurarsi animali non infetti dal Kruger National Park in Sudafrica. Alcuni bufali indenni da malattie in Sud Africa sono stati venduti agli allevatori per quasi 130.000 dollari.

## Interazioni con l'uomo

### Attacchi
Il bufalo cafro fa parte dei Big Five, un termine originariamente usato per descrivere i cinque animali africani più pericolosi da cacciare, dove è conosciuto come "la peste nera" o "il crea vedove", ed è ampiamente considerato un animale estremamente pericoloso. Secondo alcune stime, questa bestia colpisce ed uccide oltre 200 persone ogni anno. Viene talvolta detto che i bufali africani uccidano più persone in Africa di qualsiasi altro animale, sebbene la stessa affermazione sia fatta anche per gli ippopotami e i coccodrilli. Questi numeri possono essere alquanto sovrastimati; ad esempio, nel Mozambico, gli attacchi, soprattutto quelli mortali, erano molto meno frequenti sugli esseri umani rispetto a quelli degli ippopotami e, soprattutto, dei coccodrilli del Nilo. In Uganda, d'altra parte, si è scoperto che i grandi erbivori attaccano in media più persone rispetto ai leoni o ai leopardi e hanno un tasso di mortalità maggiore durante gli attacchi rispetto ai predatori (il bufalo cafro, in particolare, uccide gli esseri umani nel 49,5 % degli attacchi), sebbene gli ippopotami e persino gli elefanti possono uccidere più persone all'anno rispetto ai bufali. I bufali africani sono noti tra i praticanti di caccia grossa come animali molto pericolosi, con segnalazioni di animali feriti che tesero imboscate e attaccarono i propri inseguitori.